# Perle (artéfact)
Pour les articles homonymes, voir perle (homonymie).

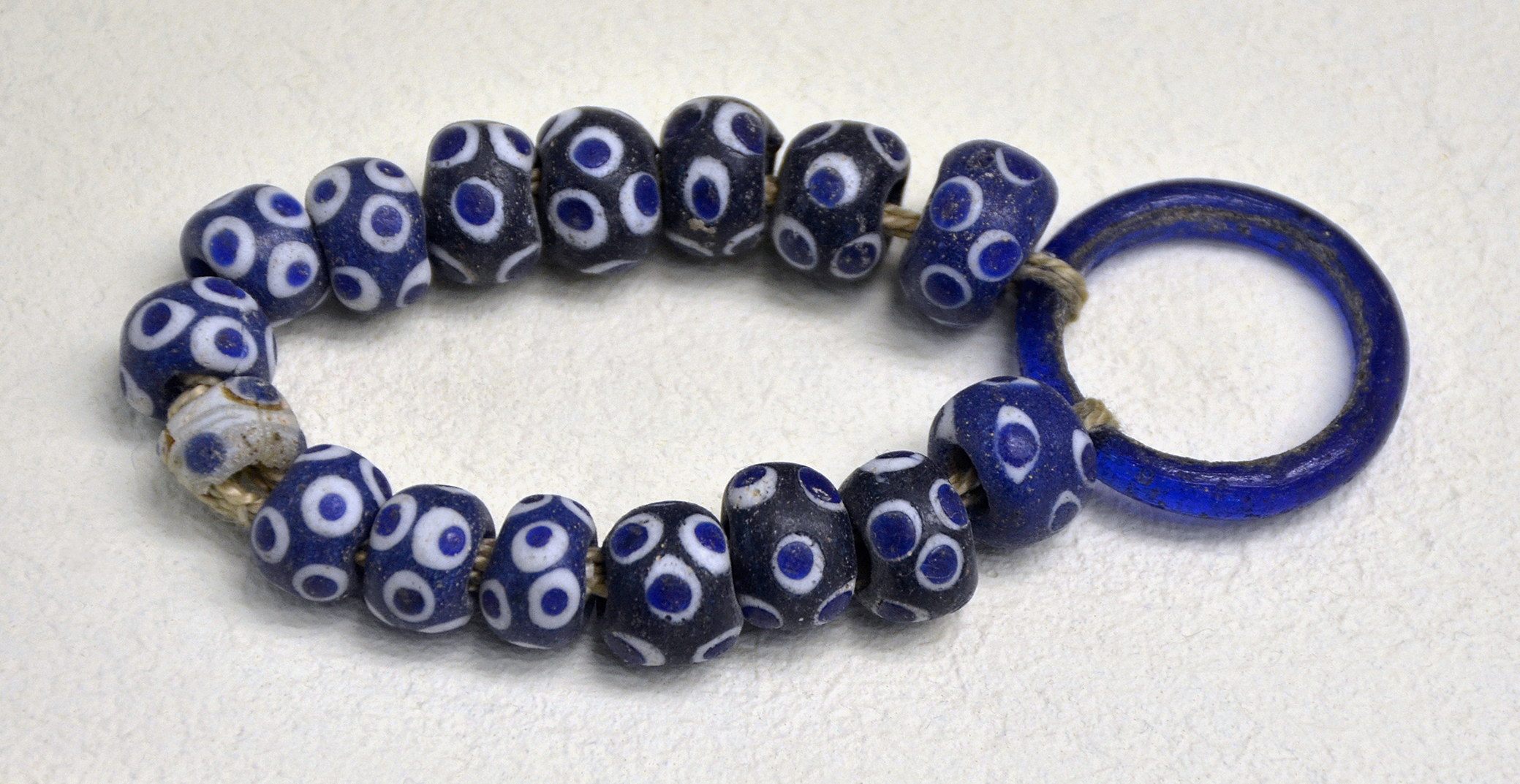
Bracelet de perles de verres.

Une perle est un petit objet décoratif, qui peut être de différentes formes et tailles, dans un matériau tel que le verre (ex : perles de rocaille), le plastique ou le bois, et qui est percé afin de pouvoir l'enfiler. 
Le Littré donne la définition suivante :

« Perles d'or, d'acier, cuivre doré, ou acier travaillé en forme de perles de diverses grandeurs qui servent à de jolis ouvrages tels que sacs, bourses, calottes, etc. Une bourse en perles.    Perles de verre de toutes couleurs, mates et transparentes, qui s'emploient aux mêmes ouvrages et avec lesquelles les enfants s'amusent. Cette petite fille enfile des perles pour faire un collier à sa poupée.    Fig. et familièrement. Je ne suis pas ici pour enfiler des perles, c'est-à-dire pour perdre mon temps, ou l'employer à des choses de peu d'importance.    Perles défilées, perles enfilées qui ont quitté leur fil.
Les disgrâces souvent sont du ciel révélées ; J'ai songé, cette nuit, de perles défilées et d'œufs cassés..., MOL., Dépit, v, 7. »

Il parle aussi de :

« Perles de Rome, petits grains d'albâtre plongés dans une pâte de nacre.
Perles de Venise, émaux teints en rouge, qu'on exporte surtout en Afrique »

## Galerie

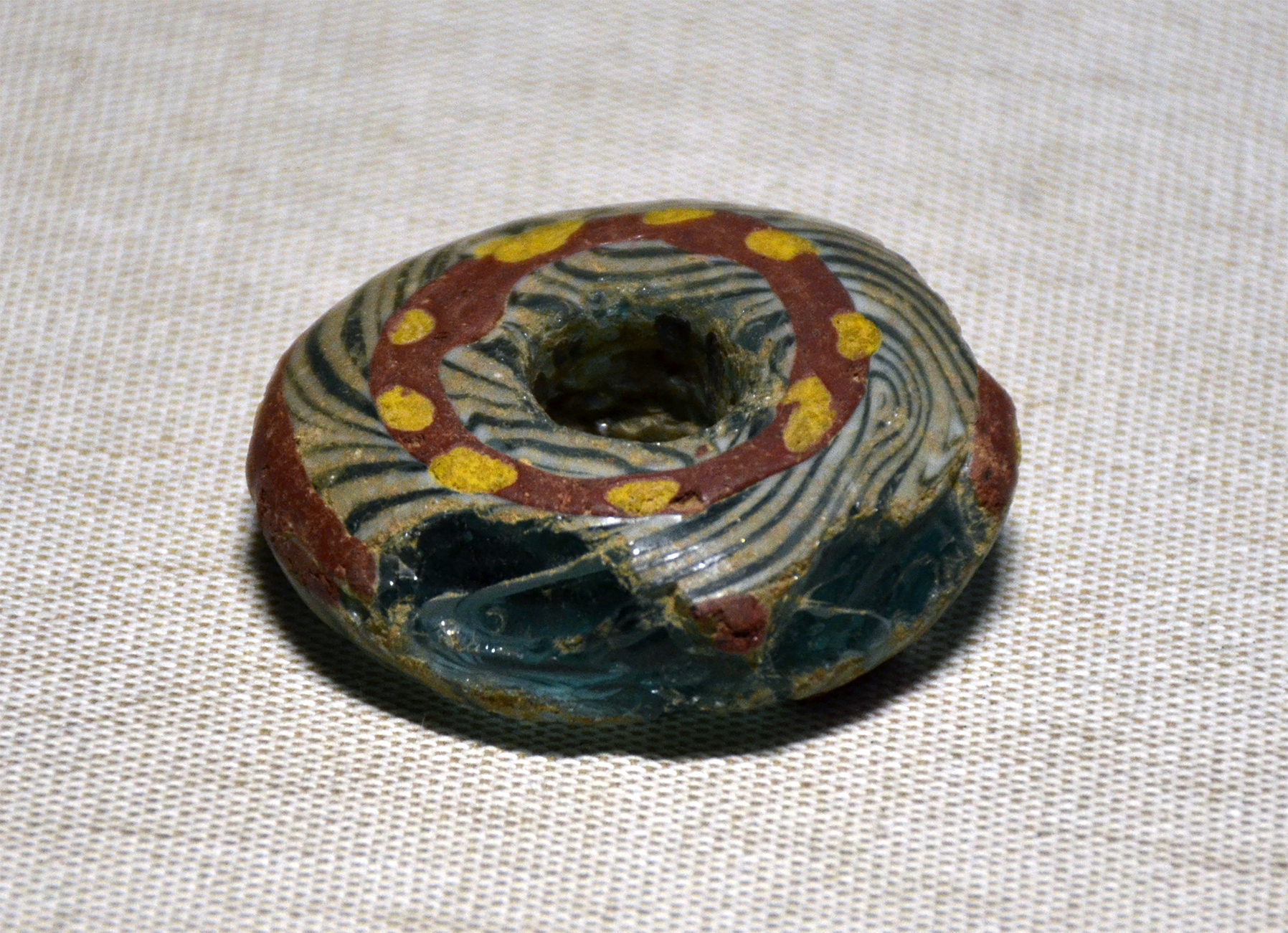
Perle de verre mérovingienne
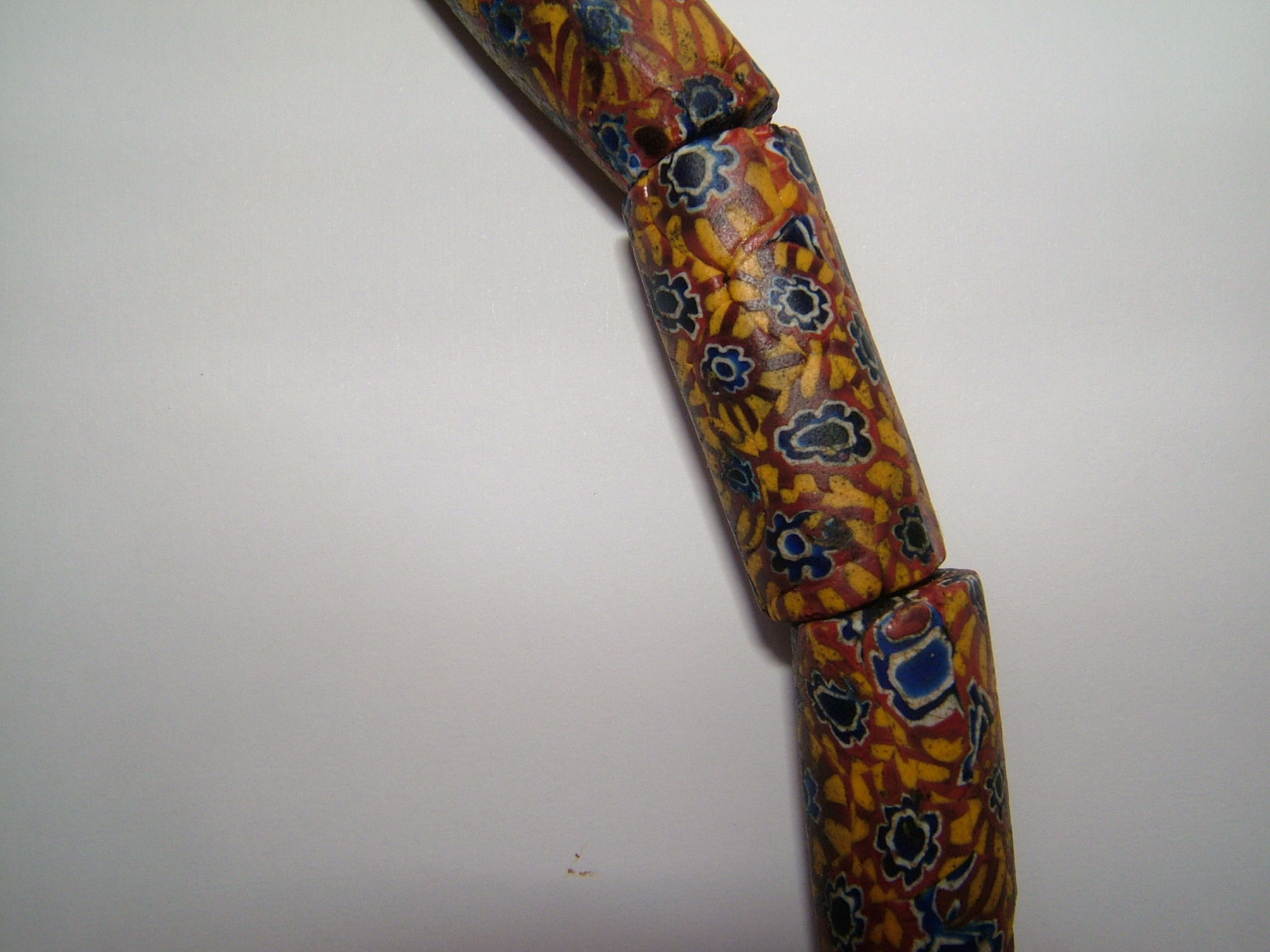
Perles de traite en pâte de verre
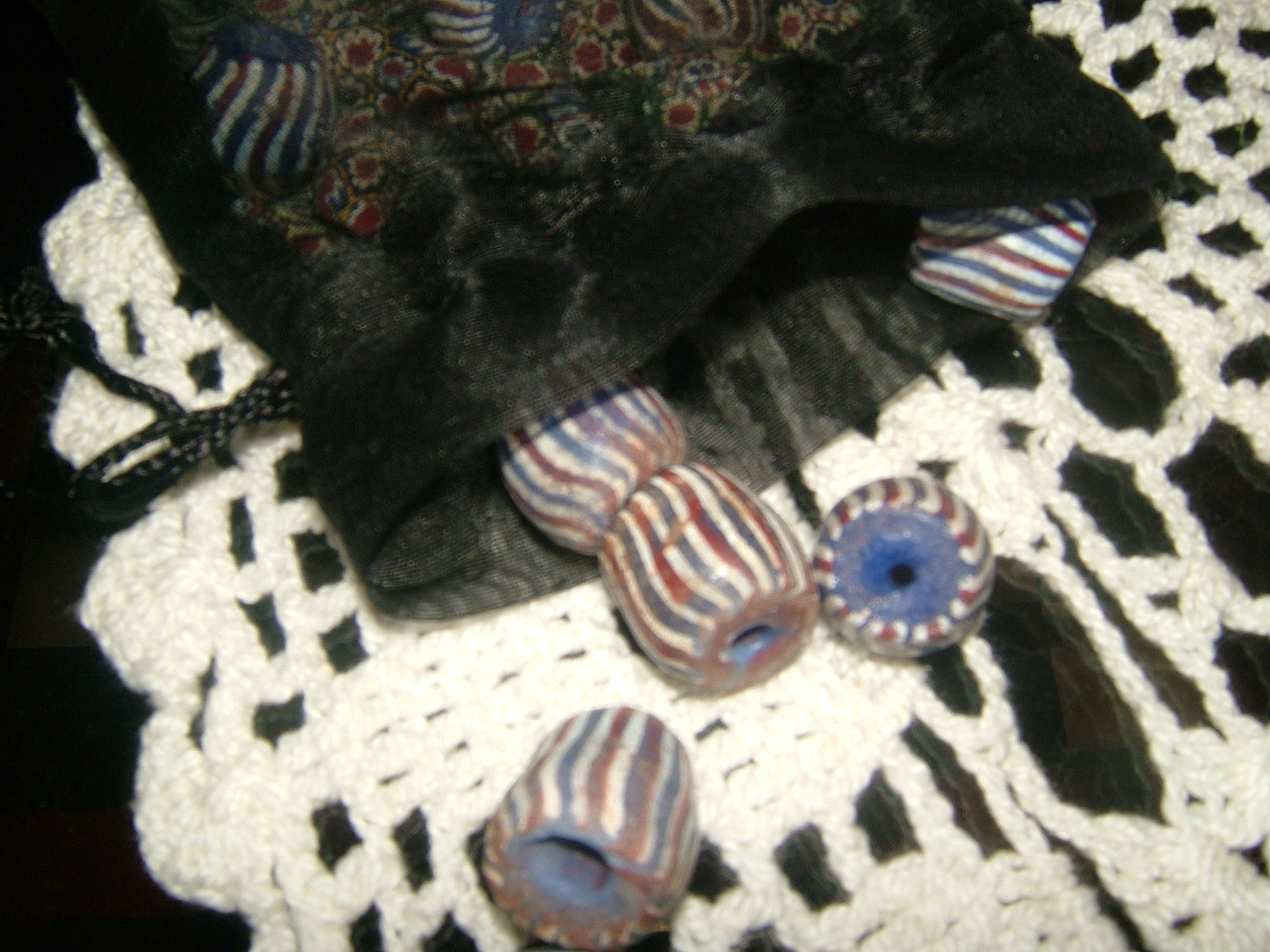
Perles de verre xviiie siècle
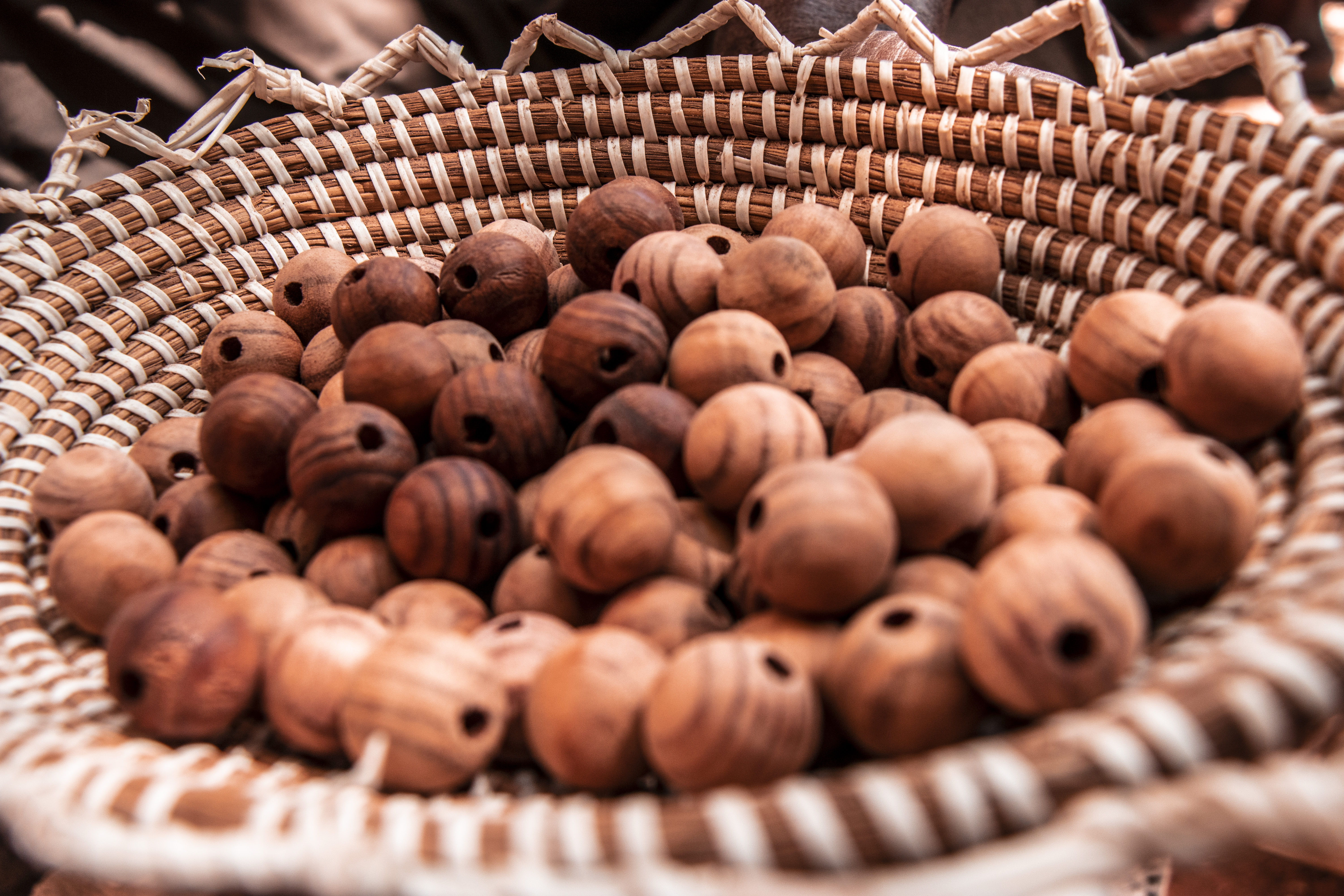
Perles en bois d'ébène fabriquées au Village artisanal de Soumbedioune, Sénégal.
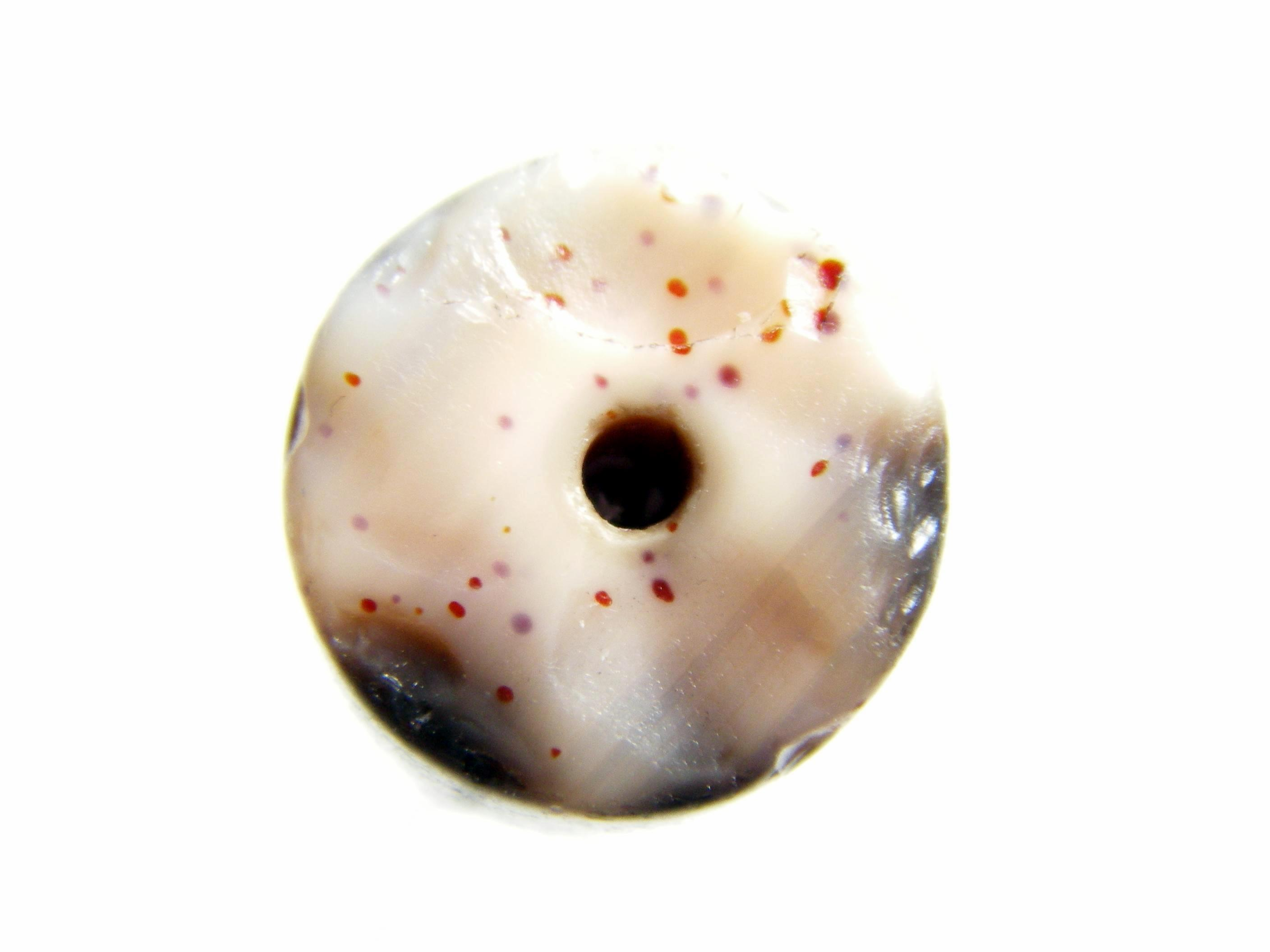
Points de cinabre tels qu'on les voit sur une ancienne perle Zi.